# Anne de Rohan (1485-1529)
Pour les articles homonymes, voir Anne de Rohan.
Anne de Rohan (née vers 1485 et morte le 5 avril 1529) est la 17e vicomtesse de Rohan, sœur de Jacques de Rohan.

## Biographie
Elle épouse le 25 septembre 1515 Pierre II de Rohan Gié, fils du maréchal de Gié et de Françoise de Penhoët.
En vertu du droit breton, elle transmet l'aînesse et son fils devient chef de nom et d'armes de la Maison de Rohan :
- René Ier de Rohan

## Armoiries
| Blason | Blasonnement : De gueules à neuf macles d'or, posés 3, 3, 3. |